# Fraction nationaliste armée révolutionnaire
La Fraction nationaliste armée révolutionnaire (FNAR), quelquefois appelée « Front national anti-radars », est le nom sous lequel Frédéric Rabiller a revendiqué une série d'attentats à l'explosif contre des radars automatiques en France, en région parisienne.

## Historique
En septembre et octobre 2007, deux lettres de revendication furent envoyées au Ministère de l'Intérieur, photos à l'appui, qui n'ont pas été rendues publiques.
Le nom de « FNAR » est apparu pour la première fois au grand-public en décembre 2007, tout d'abord sur l'antenne de la radio RTL, puis dans les différents quotidiens nationaux,, et les dépêches de l'AFP.
Dans un courrier daté du 7 mars 2008 et adressé au magazine Paris Match le 19 mars 2008, la FNAR revendique la destruction par explosif de huit radars automatiques, et deux tentatives avortées. Elle demande à l'État, en échange de l'arrêt des destructions, le versement d'un impôt révolutionnaire de quatre millions d'euros, l'arrêt total de l'immigration, l'expulsion de tous les immigrés clandestins, un programme de relance de la natalité en France, une baisse de la répression routière et de la fiscalité et menace, si ses revendications ne sont pas prises au sérieux, de « choisir des cibles plus dangereuses pour les personnes et d'utiliser des appareils aux capacités plus vulnérantes ».
Les engins explosifs sont sommairement fabriqués à l'aide d'une minuterie reliée à un bocal de poudre explosive. Deux tentatives ont échoué en raison d'une mise à feu défaillante et les engins ont été désamorcés par les autorités.
L'enquête est menée par la sous-direction anti-terroriste (SDAT) de la direction centrale de la police judiciaire. Cette dernière constatant que les bombes retrouvées au pied des radars sont très rudimentaires. L'enquête a abouti à la mise en examen de Frédéric Rabiller pour association de malfaiteurs en relation avec une entreprise terroriste. L'intéressé étant, par ailleurs, très gravement blessé, son incarcération a été différée.